# Federação Paranaense de Futebol Americano
A Federaçao Paranaense de Futebol Americano   é uma liga formada por times de futebol americano do Paraná é organizadora do campeonato estadual  no qual o HP Tigers é o atual campeão, equipe que faz parte do projeto HP Football Academy. Também é responsável pelo Torneio Feminino de Futebol Americano o qual é denominado Araucária Bowl e teve a primeira vencedora no ano de 2019, com a equipe do Curitiba Silverhawks.

## Membros
- Coritiba Crocodiles

- Paraná HP

- Curitiba Brown Spiders

- Foz do Iguaçu Black Sharks

- Maringá Pyros

- Ponta Grossa Phantoms

- Curitiba Guardian Saints

- Londrina Bristlebacks

- Norte Paraná Futebol Americano

- Curitiba Lions

- São Jose dos Pinhas Moon Howlers

- Francisco Beltrão Red Feet

- Cascavel Olympians

- Palotina Celtics

- Curitiba SilverHawks

- Guarapuava DarkWolves

- União Snakes